# Годиерна, Джованни Баттиста
Джованни Баттиста Годиерна (итал. Giovanni Battista Hodierna; 1597—1660) — итальянский астроном.
Родился 13 апреля 1597 в Рагузе, на Сицилии.
Будучи священником, Годиерна практиковался в астрономии, философии, физике, ботанике и других науках. Одна из самых интересных его работ — «De systemate orbis cometici; deque admirandis coeli characteribus [О систематике мира комет и о замечательных объектах на небе]»(1654). Эта работа была забыта вплоть до 1985. Годиерна полагал, что между кометами и туманностями есть огромная разница: так как кометы перемещаются и изменяются, он считал их более близкими к Земле, тогда как туманности должны состоять из звёзд, и об этом его «Lux Primogenita». В первой части он следует идеям Галилея о кометах. Во второй, наиболее интересной части, он описывает 40 туманностей, которые он наблюдал, с подробными таблицами и зарисовками. Годиерна классифицирует эти туманности по их разрешимости на звёзды на Luminosae (звёздные скопления, видимые невооружённым глазом), Nebulae (кажущиеся туманностями для глаза, но разрешённые его телескопом) и Occultae (не разрешённые его телескопом). Около 25 из них могут быть идентифицированы как реальные объекты, большинство как рассеянные скопления, другие — или астеризмы, или недостаточно точно описаны для идентификации.
Каталог Годиерны включает в себя независимые открытия Туманности Андромеды (М31) и Туманности Ориона (М42), а также как минимум 9, а может быть, даже 14 или 16 его оригинальных открытий: М6, М36, М37, М38, М41, М47, NGC 2362, NGC 6231, NGC 6530, скопление Альфа Персея, возможно, М33, М34, NGC 752 и NGC 2451. Также в его работе есть самая ранняя из сохранившихся зарисовок Туманности Ориона, включая 3 из звёзд Трапеции.
В честь Годиерны назван астероид 21047, открытый в 1990-м году